# Bögs gård

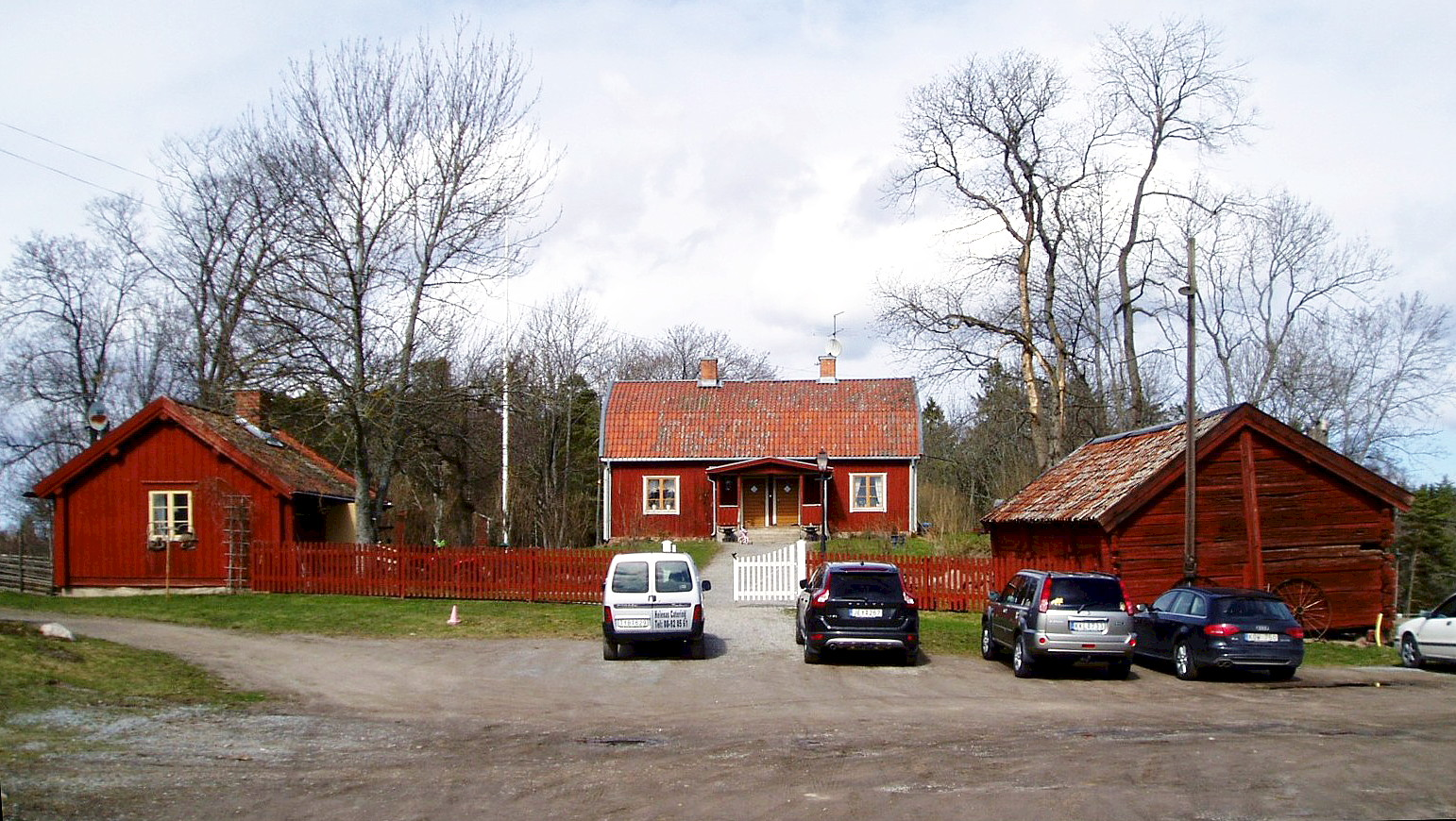
Mangårdsbyggnaden och västra flygeln på Bögs gård, april 2010.

Bögs gård är en bondgård, och visningsgård, som ligger i ett historiskt odlingslandskap på Järvafältet i Sollentuna kommun utanför Stockholm. Bögs gård är en av de få gårdar på Järvafältet som fortfarande bedriver aktivt jordbruk. Det finns flera cykel-, rid- och promenadvägar samt en del fornminnen runt Bögs gård. Tillsammans med granngården Väsby gård utgör området ett unikt kulturlandskap som ingår i Järvafältets naturreservat. Vid Bögs gård finns en raststuga som är öppen för allmänheten där man kan värma sig eller äta sin matsäck.

## Historia

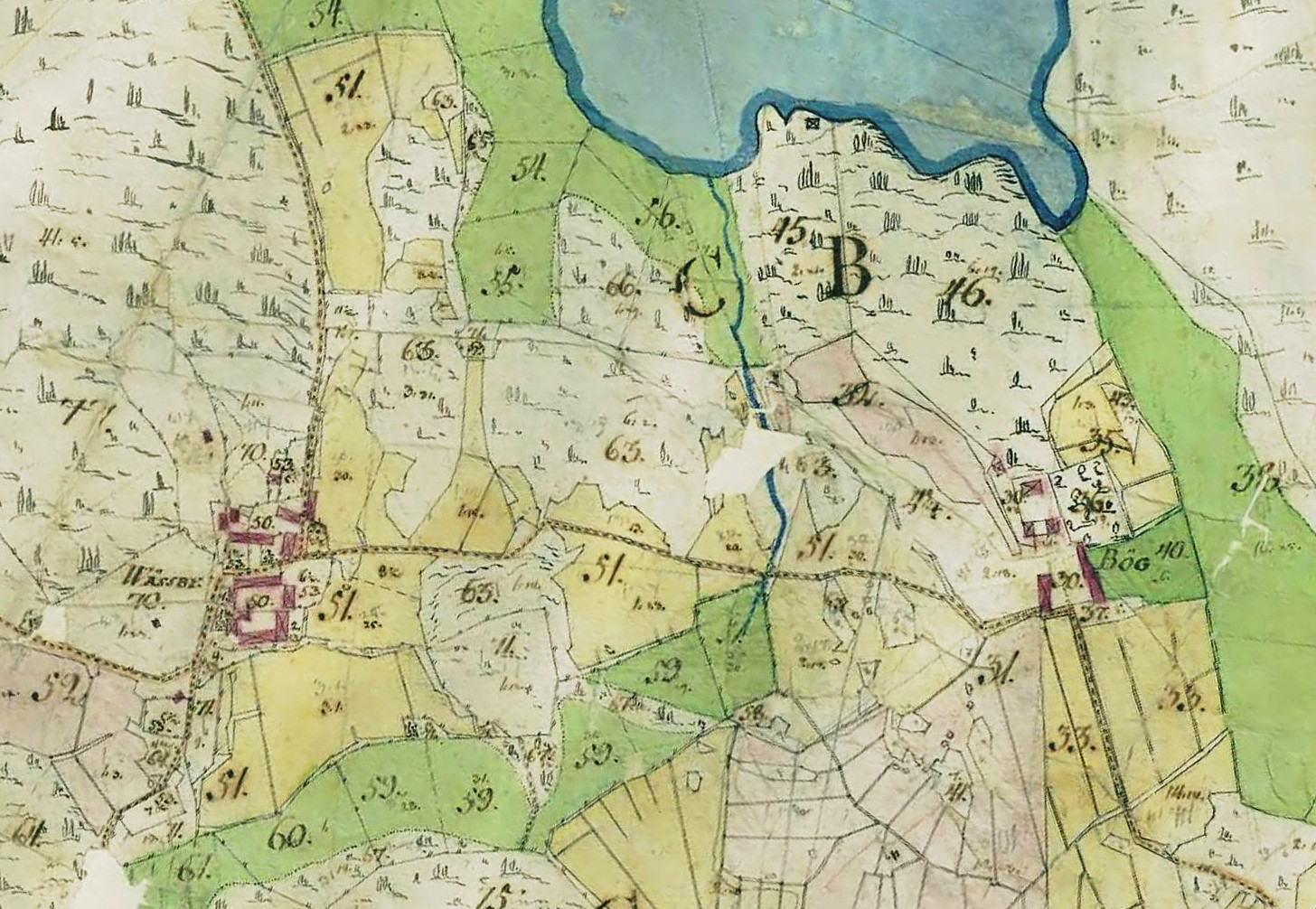
Gårdarna Väsby och Bög, 1810.

Namnet Bög härleds ur ordet böj och kan komma sig av att vägen  gör en skarp sväng framför gården. Strax väster om gården ligger ett gårdsgravfält från yngre järnåldern som innehåller sammanlagt 50 gravanläggningar med treuddar, stensättningar och rösen. Det är troligt att Bögs gård och närbelägna Väsby gård anlades vid denna tid. Bög omnämns första gången 1350 i gåvobrev som I villa Bögh. Under 1500-talet omnämns Bög som kyrkojord och senare som kronojord. 1638 började Bög lyda under Edsbergs slott. Sedan 1856 arrenderar familjen Ström marken, till en början under familjen Rudbeck på Edsbergs slott och från 1905 under kronan.
Mangårdsbyggnaden är sannolik från 1600-talet, ombyggd i slutet av 1800-talet och fick sitt nuvarande utseende år 1944.

## Visningsgården
Bögs gård är en visningsgård i Sollentuna kommuns regi. Där kan allmänheten lära sig om arbetet på en bondgård och dess djur. Här finns flera gamla lantraserbland dem  fjällko, roslagsfår och linderödssvin. På gården finns också får, kalvar, grisar, getter, höns och kaniner. Runt gården går Herefordkor och Highland Cattle på bete runt hagarna. Shetlandsponny för ponnyridning finns för barn. Huvudnäringen för Bögs gård är köttdjursproduktion. Cirka 100 hektar mark hör till gården där 15 hektar är uppodlat och resten är bete. Dessutom arrenderas 300 hektar hagar. Gården är i det närmaste självförsörjande vad gäller hö, havre och korn.

## Bilder

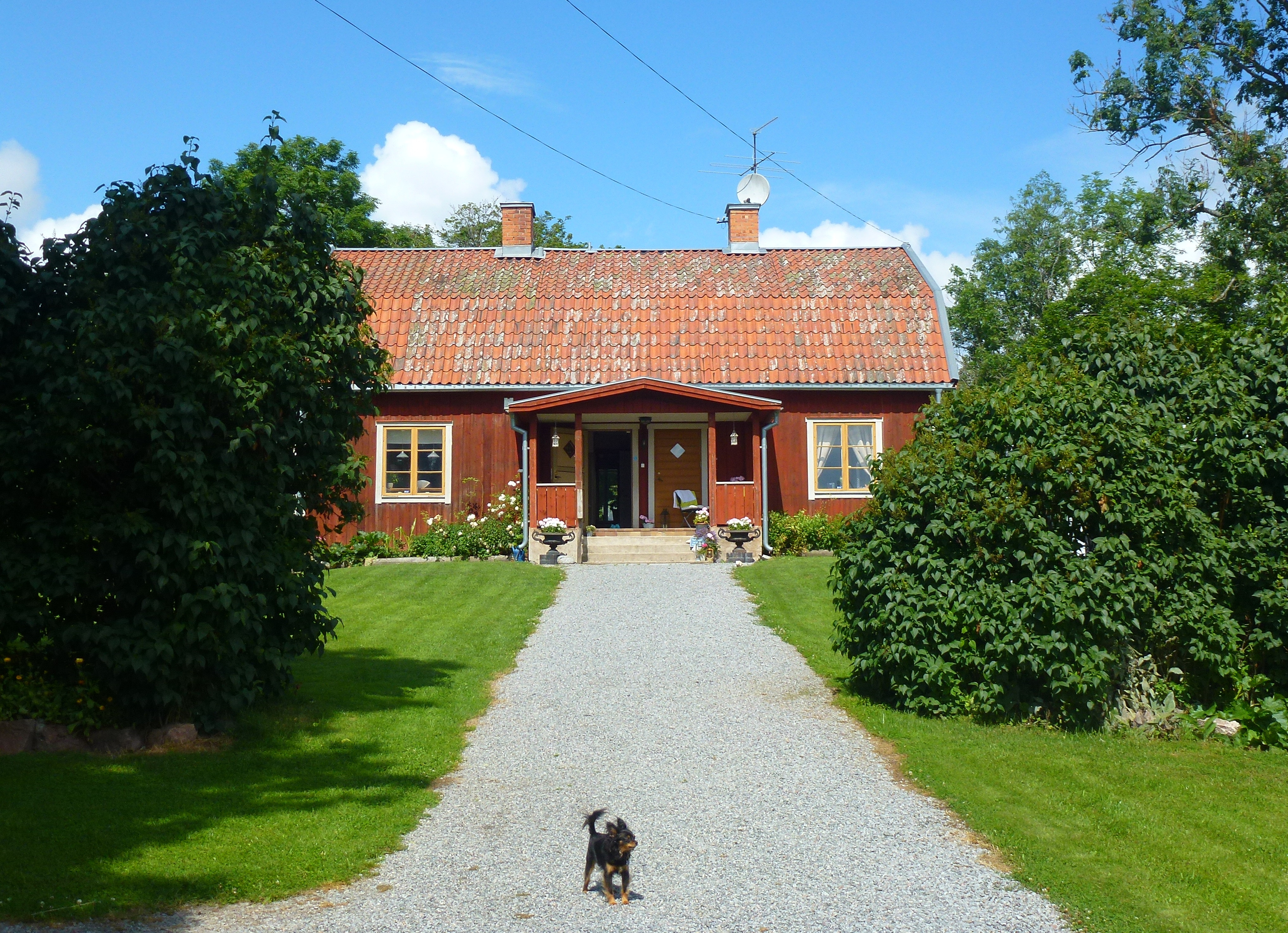
Huvudbyggnaden
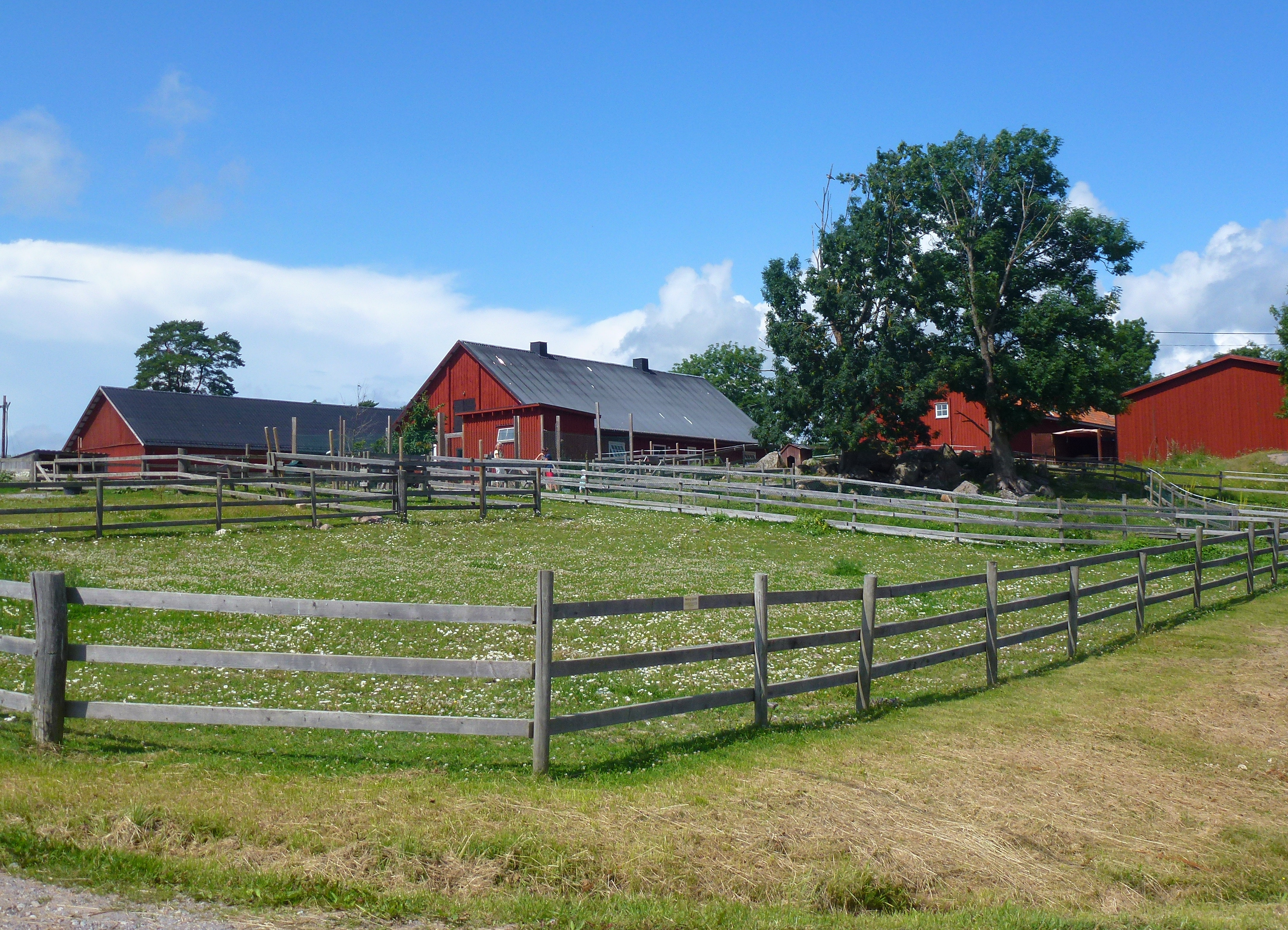
Bögs gårds bebyggelse
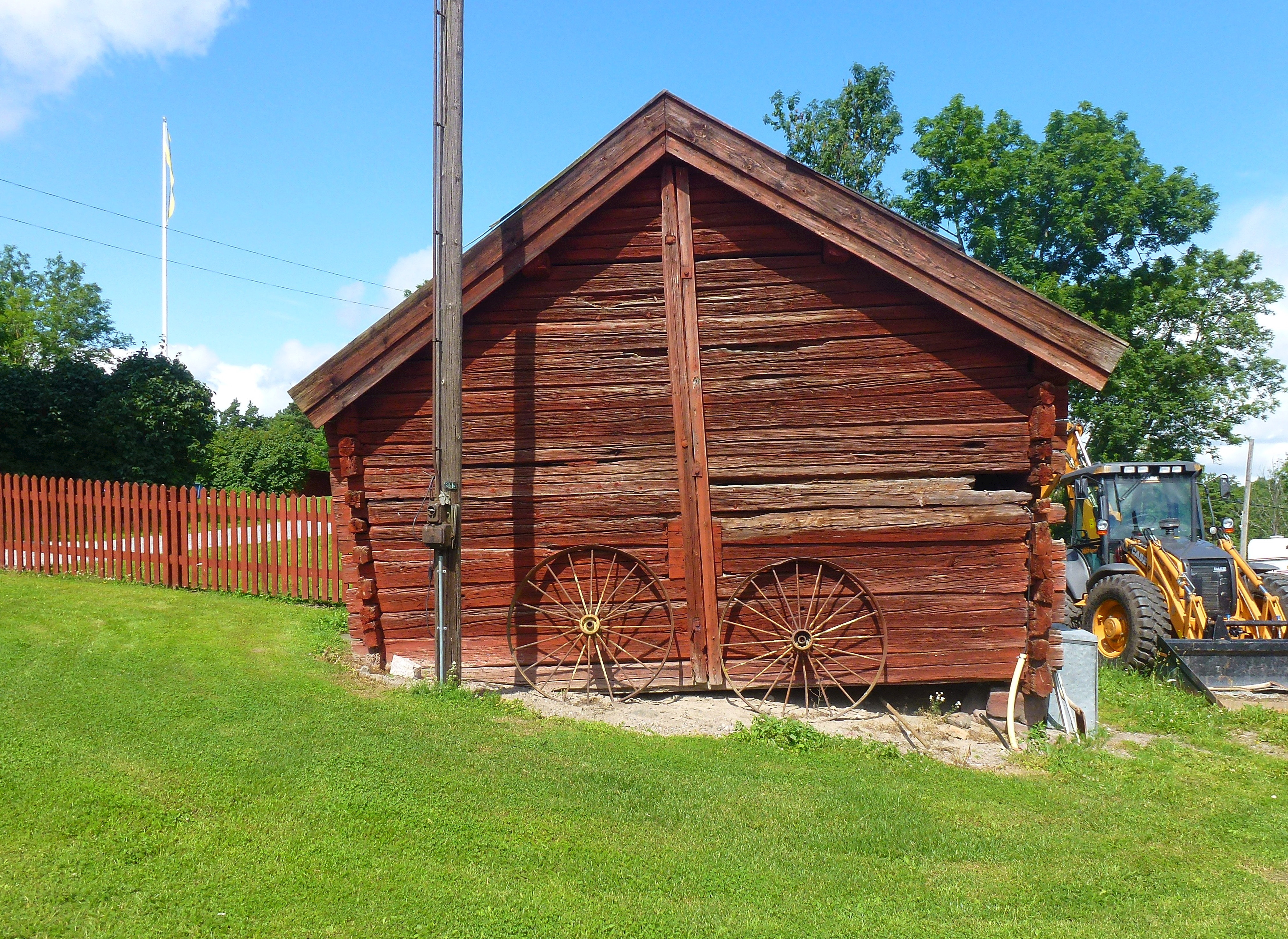
Knuttimrat uthus
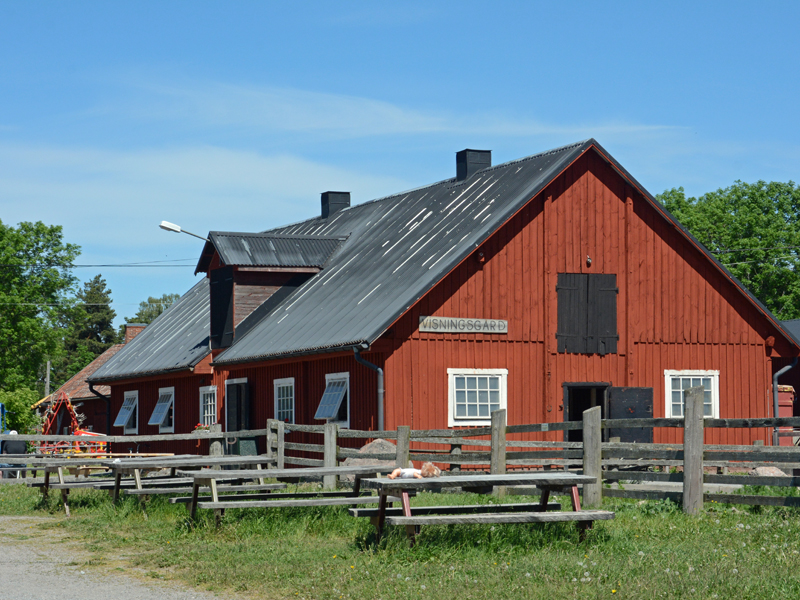
Visningsgården
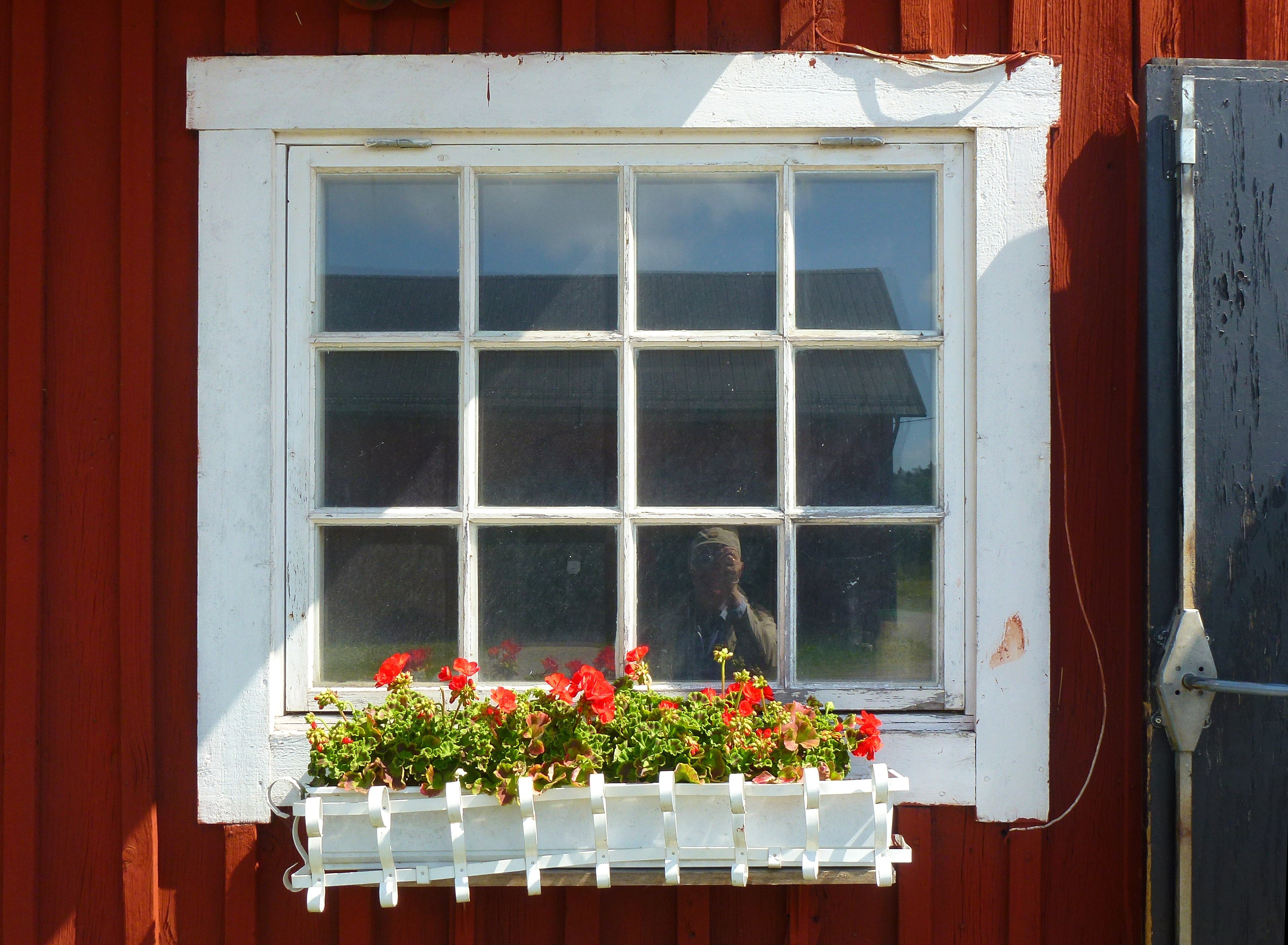
Fönster till visningsgården
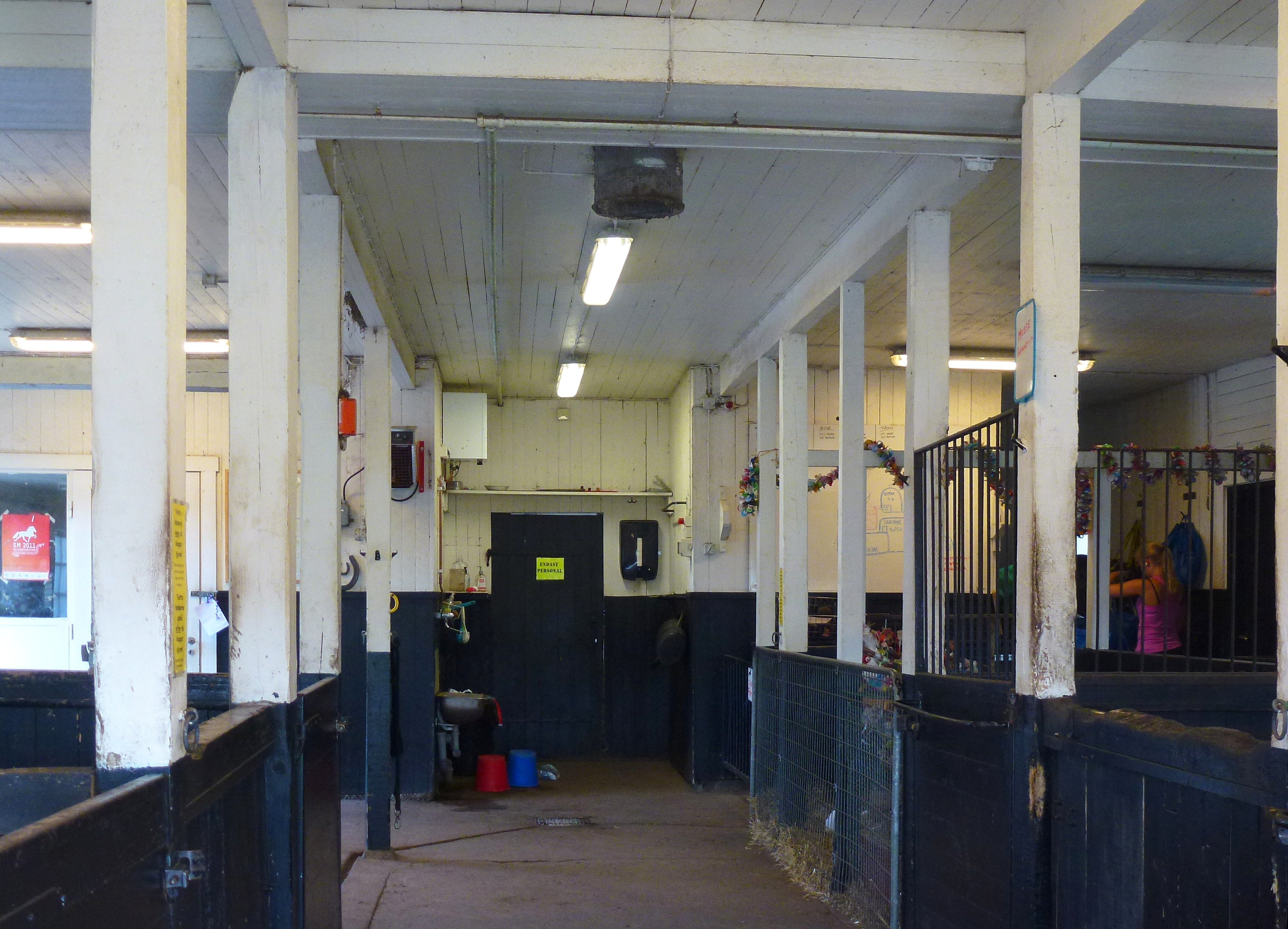
Stall i visningsgården
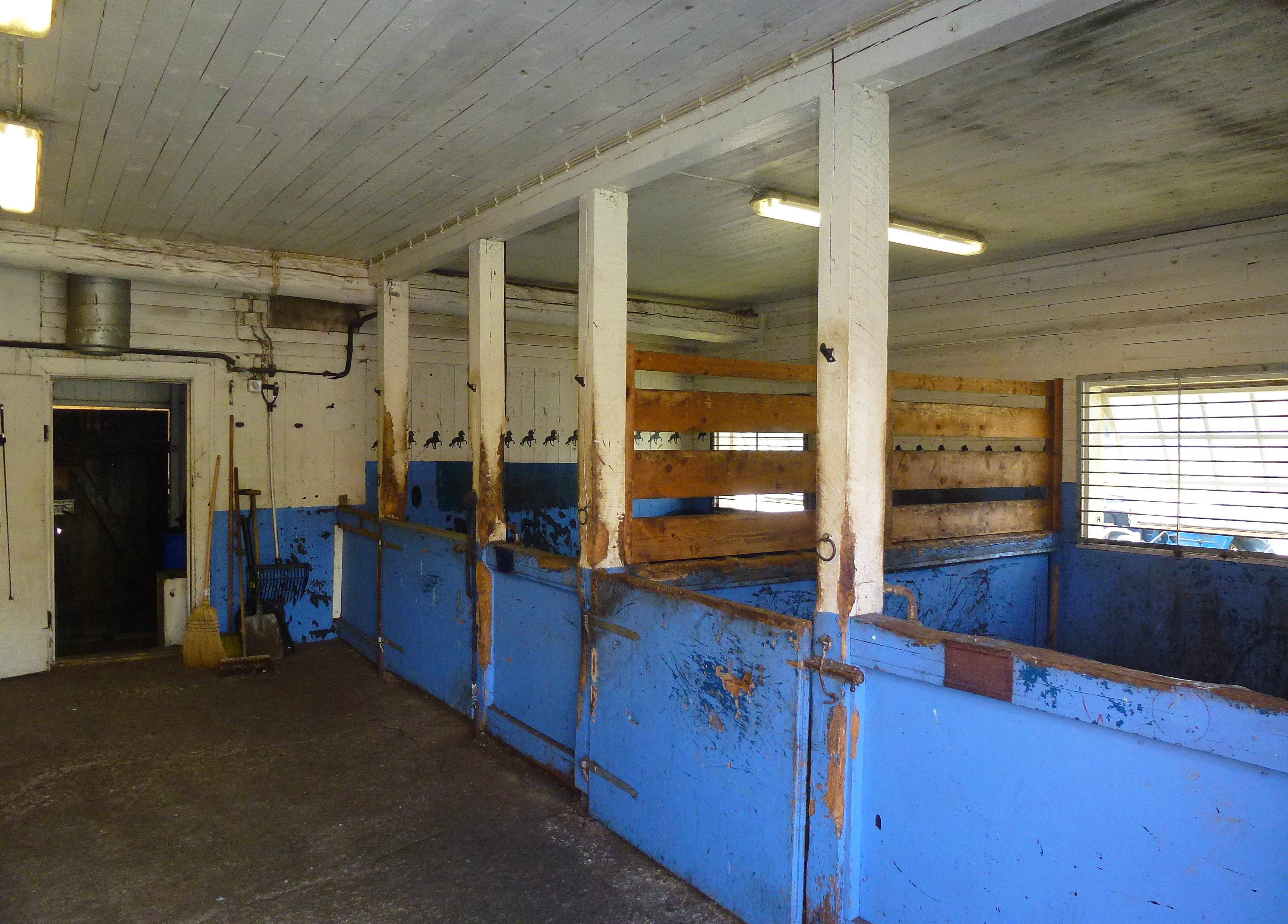
Stall i ladan
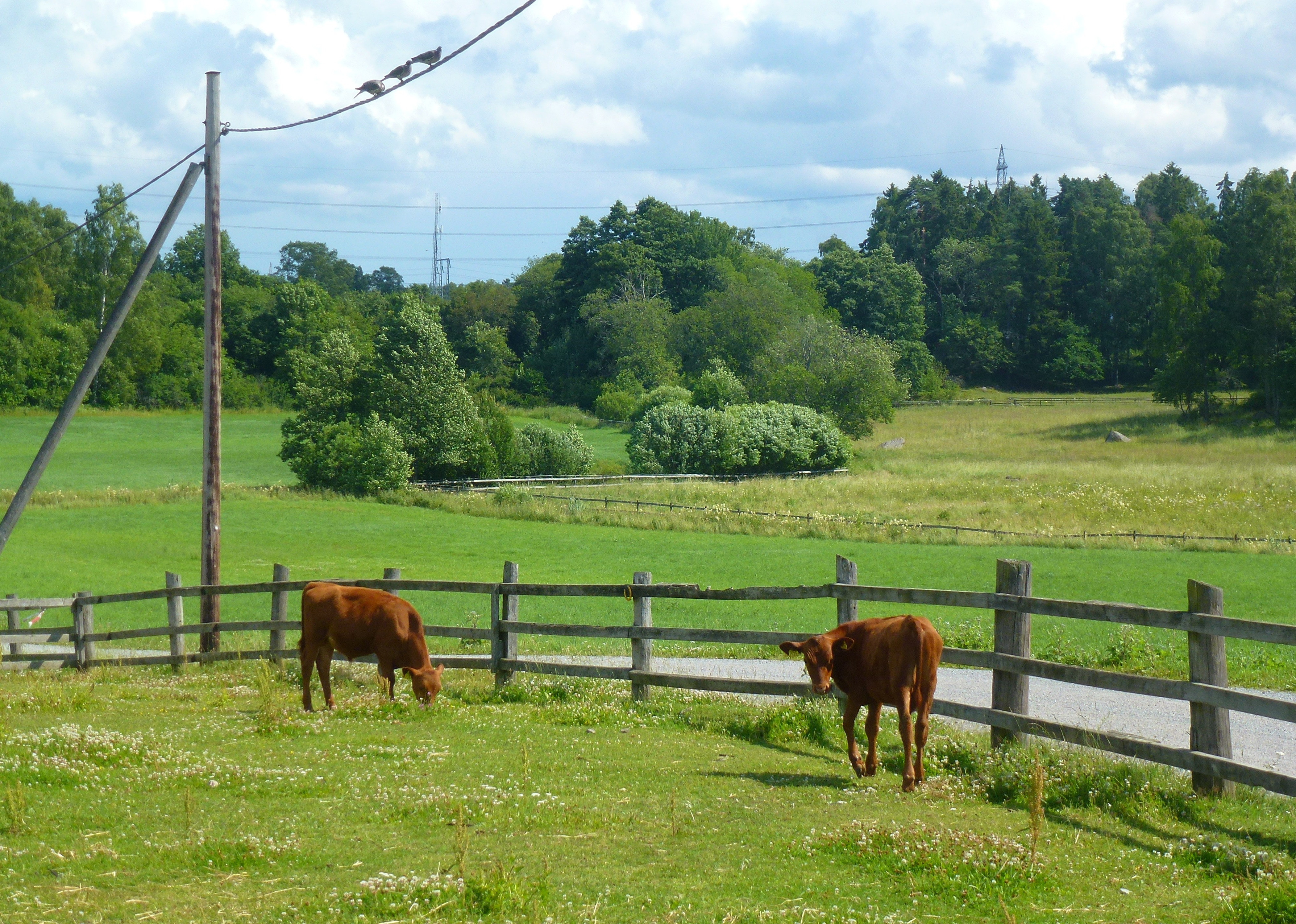
Kalvar utanför gården

## Järnålderslandskapet

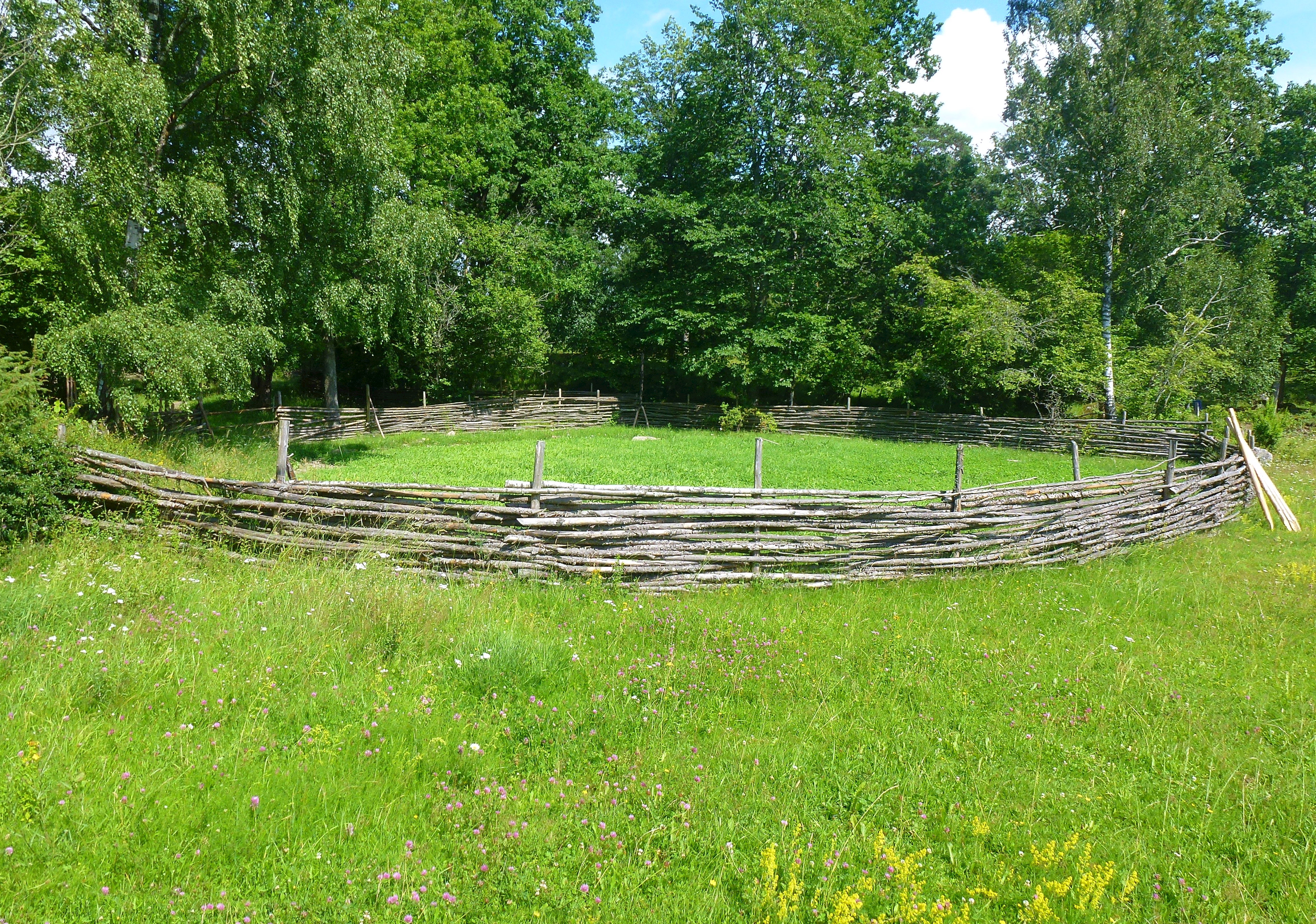
Rekonstruerad fläteshägnad.

Längs den gamla byvägen mellan Bögs gård och Väsby gård kan man till fots eller per cykel fortfarande uppleva ett historiskt odlingslandskap från järnålderns tid. Här finns spår efter bland annat odlingsytor, boplatser, stensträngar och hålvägar. 
För att tydliggöra de historiska spåren lät Sollentuna kommun uppföra ett mindre järnåldershus på en boplatsterrass som troligen härrör från en järnåldersbosättning. Intill huset finns en åker med tidsenliga grödor och boplatsen och odlingarna är inhägnade med flätade stängslar av järnålderstyp.

## Militär minnessten

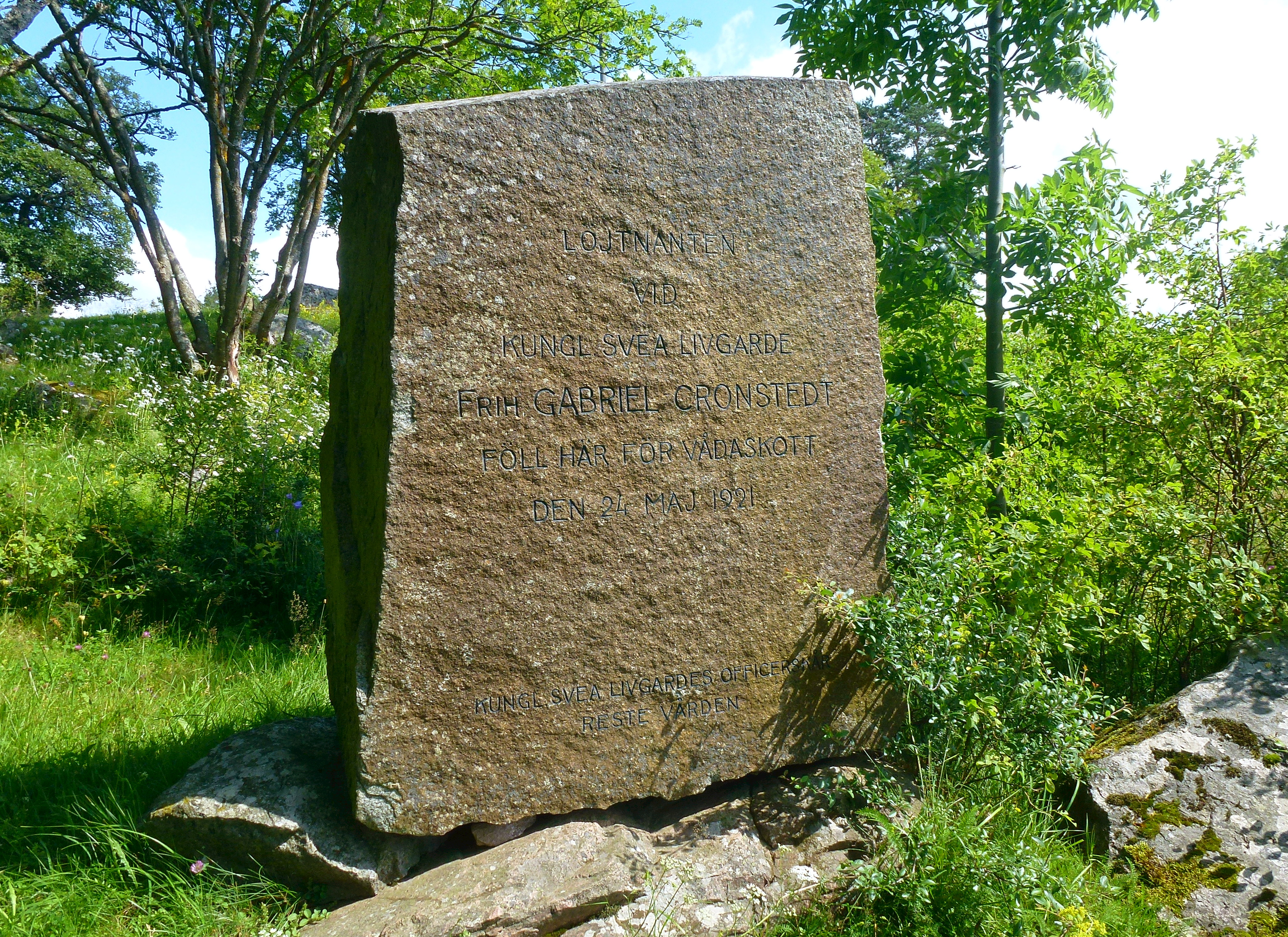
Minnesstenen.

Strax väster om Bögs gård står en minnessten som restes av Svea livgardes officerskår den 24 juni 1921. Stenen skall påminna om löjtnanten vid gardet, friherre Gabriel Cronstedt (född 1897 i Helsingfors) som avled genom vådaskott från en kulspruta invid Bögs gård den 21 maj 1921. Cronstedt tjänstgjorde under slaget om Viborg dels i östarméns stab, dels som kompani- och bataljonschef. Stenen är 1,6 meter hög, 1,0 meter bred och 0.4 meter tjock. På den flata sidan finns en inskription som lyder:
| ” | Löjtnanten vid Kungl. Svea Livgarde Frih Gabriel Cronstedt föll här för vådaskott den 24 maj 1921. Kungl. Svea livgardes officerskår reste stenen. | „ |

## Planerad stadsdel
I Tunnelbaneplanen för Stockholm 1965  fanns planer på ett bostadsområde vid Bögs gård, tunnelbanans blå linje skulle efter Kista vika av norrut och avslutas med en slutstation med namnet "Bög". Planen fullföljdes aldrig.